# Laurent Bezault
Pour les articles homonymes, voir Bezault.
Laurent Bezault, né le 8 mars 1966 à Boulogne-Billancourt, est un coureur cycliste français.
Considéré comme un grand espoir du cyclisme français dans les années 1980, sa carrière est interrompue par un grave accident avec une voiture lors d'une course. Revenu à son meilleur niveau au début des années 1990, il ne remporte jamais de victoire probante lors de grands Tours. Il met fin à sa carrière au terme de la saison 1993, à seulement 27 ans, et travaille auprès d'ASO.

## Biographie
Laurent Bezault grandit dans le quartier du Vieux-Puits à Lucé. Sociétaire du Vélo Club de la ville, il collectionne les victoires en catégories jeunes, puis chez les amateurs. Il y remporte notamment à deux reprises le Tour d'Eure-et-Loir, le Paris-Roubaix amateur et la 8e étape du Tour de la Communauté européenne dont il finit second au général. En 1988, encore amateur, Laurent Bezault devient champion de France du contre-la-montre par équipes avec Jacky Durand, Pascal Lino et Thierry Laurent. L'été venu, lors de JO de Séoul, il manque deux secondes à l'équipe de France du 100km contre-la-montre, pour monter sur la troisième marche du podium. En toute logique, il signe professionnel en fin de saison 1988, obtenant au passage une prometteuse 4e place au Grand Prix de Plouay. L'équipe Toshiba comprend notamment Laurent Jalabert, Jean-François Bernard et Marc Madiot. Ses qualités de rouleur associées à son efficacité dès que la route s'élève font dire de lui qu'il est le futur Bernard Hinault.
Dès le 20 février 1989, il se classe 5e du Tour méditerranéen après être arrivé second de la 7e étape. Le 23 avril, il décroche sa première victoire professionnelle au Tour de Vendée. Le 8 mars 1989, il porte le maillot blanc de leader du Paris-Nice après la victoire de son équipe Toshiba en contre-la-montre par équipe dont il est l'un des artisans. Le lendemain matin, en raison d'une grève, personne ne peut lire l'exploit du jeune eurélien dans L'Équipe. Tombé malade pendant la nuit, il est contraint d'abandonner l'épreuve avec le maillot de leader sur le dos. Le 26 mars, il s'élance pour la première étape du Critérium international. Dans le Vaucluse, Bezault fait partie d'une échappée avec Miguel Indurain, Greg LeMond, Stephen Roche, Laurent Fignon, Marc Madiot et Charly Mottet. Le grand public découvre ce néo-pro à la télévision qui termine 6e de l'étape et 5e du classement général. Pour la seconde fois du mois, il tutoie les meilleurs coureurs du monde. Après un très bon Critérium du Dauphiné libéré (5e du classement général), Bezault est sélectionné pour le Tour de France. Une semaine avant le départ, il rate le sprint final à deux du championnat de France sur route au profit d'Éric Caritoux. Cela n'empêche pas Jacques Chancel de le choisir comme « mascotte » de son émission À chacun son tour où Bezault raconte  le sien chaque jour, ce qui le fait connaître du grand public. Il fait une boucle honorable et termine 43e. Logiquement, il est sélectionné dans l'équipe de France pour le championnat du monde sur route en août 1989. Aux côtés d'un autre eurélien, Christophe Lavainne, il roule pour Laurent Fignon mais en vain.
Le début de l'année 1990 est poussif . Il doit ainsi se contenter de la 43e place du Paris-Nice. Lors d'une étape du Tour de l'Oise, un automobiliste force le passage et percute le peloton en sens inverse. Bezault est heurté de plein fouet et se retrouve pendant plusieurs mois à l'hôpital et davantage en convalescence dans sa longère de Poisvilliers, près de Chartres. Il a autant de mal mentalement que physiquement à se rétablir. Il doit réapprendre à marcher avec sa jambe martyrisée. Il remonte sur un vélo en novembre 1991 autour de chez lui. Fin avril 1991, il est au départ du Tour de Vendée, deux ans seulement après sa première victoire. La saison 1991 est une année de reprise. Le Lucéen retrouve une place.
1992 marque son retour sur les podiums alors qu'il a signé dans l'équipe cycliste Z de Greg LeMond et Gilbert Duclos-Lassalle. Il arrive 2e du Tour du Poitou-Charente, 3e du Tour de Vendée et 4e du Milan-Turin. Dans le Tour d'Italie, il est 5e du prologue puis 3e de la 4e et 23e étape pour une 53e place finale. En 1993, il court sous le maillot Gan, qui a pris la suite de Z. Avec la même équipe, moins d'un an après son accident, il réalise une bonne saison mais avec une seule victoire, lors du Tour du Limousin. Les places d'honneur sont en revanche nombreuses : 2e de Paris-Nice, du Paris-Camembert et du Circuit de la Sarthe, 3e du Tour du Limousin et de Florence-Pistoia et 4e du Trophée des grimpeurs. En revanche, il abandonne lors de la 13e étape du Giro, après une seule apparition dans les quinze premiers. Malgré la reconduction de son contrat l'année suivante, il décide de changer de vie : c'est « l'arrivée de l'EPO et quand j'ai vu la transformation de certains coureurs que je battais habituellement et qui maintenant me lâchaient, j'ai été écœuré ».
Jean-Marie Leblanc, directeur du Tour de France à l'époque, le contacte alors pour travailler à ses côtés chez Amaury Sport Organisation (organisateur du Tour de France). Chez ASO, Bezault reconnaît le parcours du Tour de France. Durant la course, les téléspectateurs le voient derrière une moto réguler le trafic des suiveurs devant le peloton. Il dirige aussi des épreuves comme le Tour de l'Avenir. Après avoir quitté ASO en 2013, il travaille en Afrique en étant impliqué dans l'organisation du Tour du Faso et en étant « responsable du continent africain » pour l'Union cycliste internationale,.

## Palmarès

### Palmarès amateur
| - 1985 - Tour d'Eure-et-Loir - 3e du championnat de France du contre-la-montre par équipes - 3e de Rouen-Gisors - 1986 - Trois Jours de Cherbourg - 2e du Tour de Seine-et-Marne - 2e du Chrono des Herbiers - 2e du championnat de France du contre-la-montre par équipes - 2e du Duo normand (avec Pascal Lino) - 3e de Paris-Briare - 1987 - Tour d'Eure-et-Loir - Tour de la Loire - 8e étape du Tour de la Communauté européenne (contre-la-montre) - 2e du Tour de la Communauté européenne - 2e du Wolber d'or - 2e du Duo normand (avec Richard Vivien) | - 1988 - Champion de France du contre-la-montre par équipes - Wolber d'or - Annemasse-Bellegarde-Annemasse - Boucles de la Mayenne - Paris-Roubaix amateurs - Paris-Troyes - Paris-Épernay - Créteil-Beaugency - Grand Prix de Châteaudun - 2e de Troyes-Dijon - 2e de Paris-Briare - 4e du contre-la-montre par équipes aux Jeux olympiques - 7e de la Course de la Paix |  |

### Palmarès professionnel
- 1988
  - 2e de la Coppa Sabatini
- 1989
  - 3e étape de Paris-Nice (contre-la-montre par équipes)
  - Tour de Vendée
  - 2eb étape du Tour de la Communauté européenne (contre-la-montre par équipes)
  - 2e du championnat de France sur route
  - 2e du Tour de la Communauté européenne
  - 5e du Critérium du Dauphiné libéré
- 1992
  - 2e du Tour du Poitou-Charentes et de la Vienne
  - 3e du Tour d'Aragon
  - 3e du Tour de Vendée
  - 3e du Tour des Pays-Bas
- 1993
  - 3e étape du Tour du Limousin
  - Duo normand (avec Chris Boardman)
  - 2e de Paris-Nice
  - 2e de Paris-Camembert
  - 2e du Circuit de la Sarthe
  - 3e de Florence-Pistoia

### Résultat sur les grands tours

#### Tour de France
1 participation
- 1989 : 43e

#### Tour d'Italie
2 participations
- 1992 : 53e
- 1993 : abandon (13e étape)